# Họ Chuột gai
Họ Chuột gai, tên khoa học Platacanthomyidae, là một họ động vật có vú trong bộ Gặm nhấm. Họ này được Alston miêu tả năm 1876.

## Hình ảnh

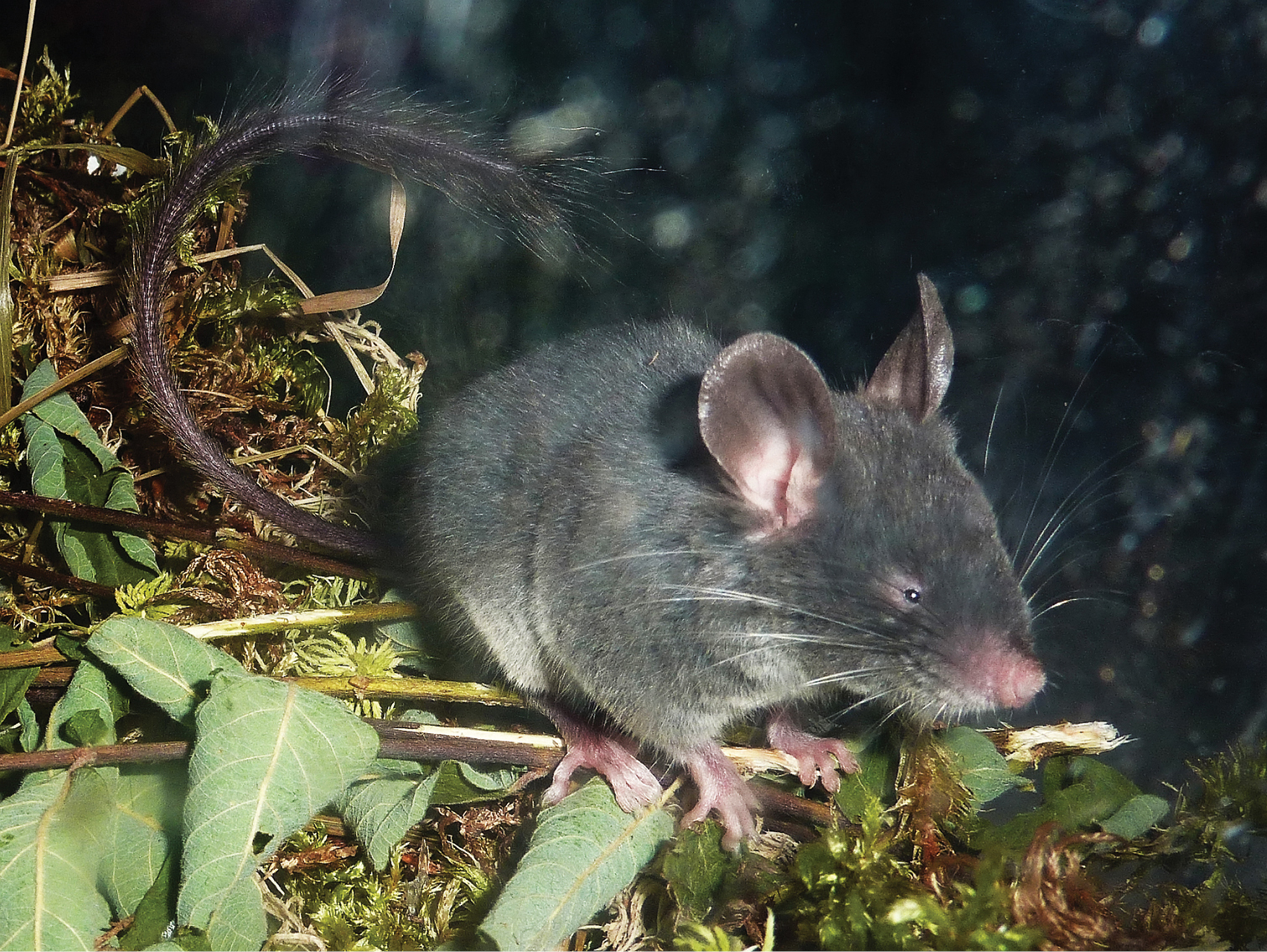

## Phân loại
- Họ Platacanthomyidae
  - Chi †Neocometes
    - †Neocometes brunonis
    - †Neocometes orientalis
    - †Neocometes similis

  - Chi Platacanthomys
    - †Platacanthomys dianensis
    - Platacanthomys lasiurus

  - Chi Typhlomys
    - Typhlomys cinereus (Chuột mù)
    - †Typhlomys hipparionium
    - †Typhlomys intermedius
    - †Typhlomys macrourus
    - †Typhlomys primitivus